# أناستاسيا (أخت قسطنطين)
أناستاسيا هي امرأة رومانية نبيلة من القرن الرابع الميلادي، هي ابنة الإمبراطور قسطنطين كلوروس من زوجته الثانية فلافيا ماكسميانا تيودورا، وهي الأخت غير الشقيقة للإمبراطور قسطنطين العظيم. تزوجت من السيناتور باسيانوس وشاركته في مؤامرة قتل أخيها الإمبراطور قسطنطين في 317، لكن بعد كشف مؤامرتهم ألقي القبض على زوجها وأعدم بتهمة الخيانة. أما هي فلم يعرف مصيرها.